# Apecchio

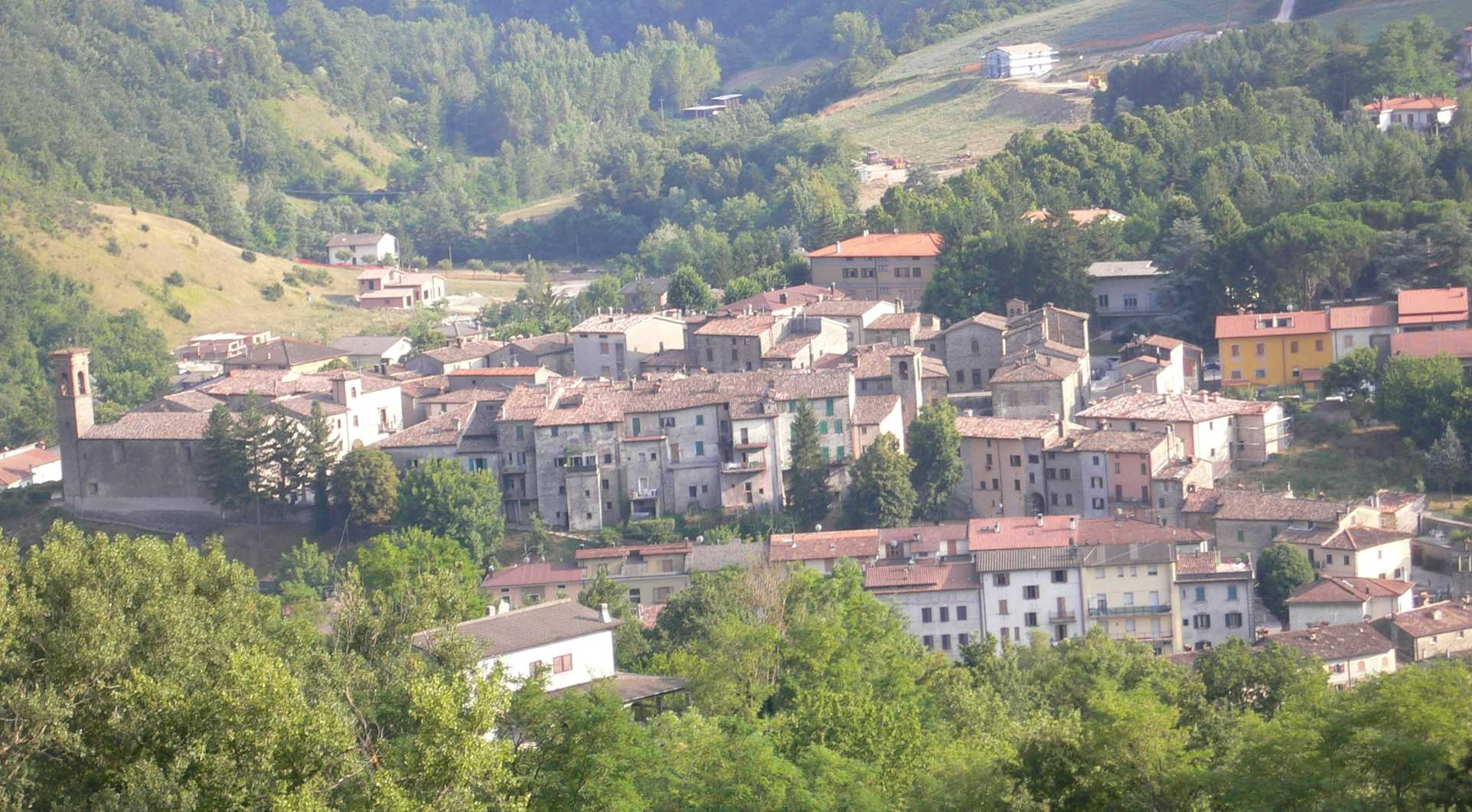
Blick auf Apecchio

Apecchio ist eine italienische Gemeinde (comune) mit 1692 Einwohnern (Stand 31. Dezember 2023) in der Provinz Pesaro und Urbino in den Marken am Biscubio. Die Gemeinde liegt etwa 65 Kilometer südwestlich von Pesaro und etwa 24 Kilometer südwestlich von Urbino. Apecchio gehört zur Comunità montana del Catria e Nerone und grenzt unmittelbar an die Provinz Perugia.

## Geschichte
Urkundlich wird Apecchio erstmals 1077 erwähnt.

## Sehenswürdigkeiten
- Mappamondo della pace im Ortsteil Colombara, ein begehbarer und drehbarer Riesenglobus mit 10 Metern Durchmesser